# Feudalesimo
(Gustave Flaubert, Dizionario dei luoghi comuni)

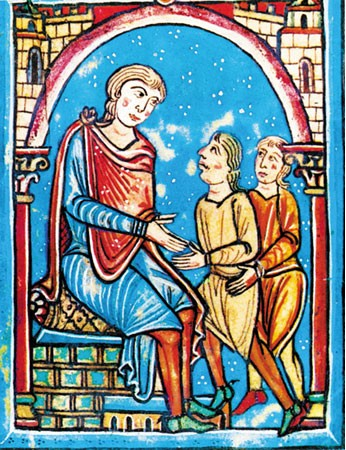
Goffredo II di Cerdanya riceve l'homagium di Isarn e Dalmau, signori di Castellfollit (Liber feudorum Ceritaniae, XII-XIII secolo)

Il feudalesimo è stato un sistema socio-economico, tipico del Medioevo europeo. Tale denominazione riflette soprattutto il tentativo, fatto in epoche successive, di designare in termini unitari e coerenti il contesto economico e sociopolitico dell'Europa sorta dal crollo dell'Impero romano e dall'avvento delle popolazioni barbariche (i Germani). In tal senso, il feudalesimo è più un costrutto storiografico che una realtà storica intrinsecamente unitaria.
La parola deriva dal latino feudum o feodum, 'feudo' (pl. feoda), a sua volta dal fràncone fehu-od, da fehu, 'bestiame', e od, 'possesso', ad indicare l'insieme di beni mobili e immobili che un capo offriva ai propri soldati in cambio dei servigi resi.
Come organizzazione politica tipizzata, il feudalesimo consisté in un sistema ampiamente decentrato, in cui il sovrano, in cambio di omaggio personale, concedeva benevolmente a grandi signori suoi dipendenti (detti vassalli) immunità specifiche su territori, quindi l'esercizio di specifiche funzioni pubbliche. Se inizialmente questi benefici erano riassorbiti dal potere centrale per la morte o per il tradimento (fellonìa) del vassallo, successivamente essi divennero ereditari, di modo che si configurò per il popolo una duplicità di poteri pubblici, quello teorico e distante del sovrano, e quello concreto e vicino del signore feudale. Il formarsi delle monarchie nazionali sottrasse progressivamente potere pubblico ai feudatari, in quanto la funzione pubblica venne sempre più messa nelle mani di burocrati professionisti.

## Una parola complessa
La parola feudalesimo (come anche il latino feodalitas, 'complesso delle incombenze legate al feudo') fu inventata molto tempo dopo rispetto all'epoca che intende riassumere, così come il suo sinonimo, sistema feudale. Questa terminologia riflette una compattezza semantica in gran parte estranea alla realtà storica e sarebbe risultata incomprensibile agli stessi uomini del Medioevo. A ciò si aggiunga il fatto che, come avverte lo storico e giurista inglese Frederic William Maitland (1850-1906), la parola feudalesimo intercetta solo metà del fenomeno cui si riferisce: essa infatti rinvia al feudo, alla dipendenza economica di un soggetto al suo signore, ma non alla dipendenza personale. Per questo, a un certo punto si è preso a parlare di "sistema vassallatico-beneficiario". L'aggettivo feudale fu inventato da giuristi rinascimentali italiani come il padovano Iacopo Alvarotti (De feudis, 1477), che postulò l'esistenza di un diritto feudale come fondamento della proprietà della terra da parte dell'aristocrazia. Successivamente, l'analisi dei Libri feudorum, una codificazione di diritto feudale longobardo compilata tra l'XI e il XIII secolo, contribuì a connettere la nascita del feudo al rapporto vassallatico. Fu François Hotman (1524-1590) a individuare negli antichi costumi barbarici franchi le origini del diritto feudale. Fu poi probabilmente Henri de Boulainvilliers (1658-1722) a coniare la parola féodalité (Histoire des anciens Parlements de France, 1737). Quando la Costituente del 1789 abolì il feudalesimo, aveva in mente il diritto feudale come descritto da Montesquieu nello Spirito delle leggi (1748). L'espressione feudal system ('sistema feudale') fu coniata da Adam Smith nella Ricchezza delle nazioni (1776) per descrivere un sistema di sfruttamento dei contadini da parte dei signori che sfuggiva alle leggi di mercato; questa definizione fu ripresa da Karl Marx, che individuò nel feudalesimo uno specifico modo di produzione.

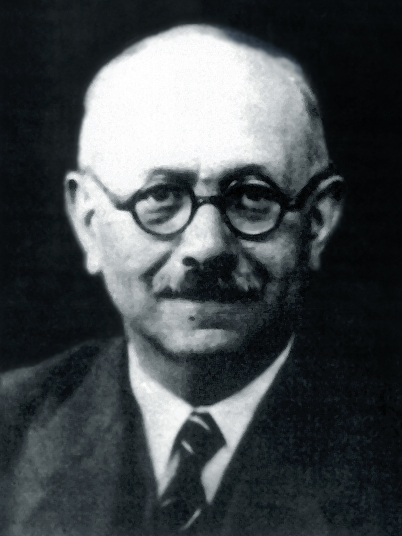
Lo storico francese Marc Bloch (1886-1944), il più autorevole interprete del feudalesimo come sistema sociale

Secondo l'interpretazione tradizionale, il feudalesimo sarebbe stato, pur con variazioni regionali, il sistema giuridico-politico dominante nell'Europa occidentale tra i secoli X e XIII. Questo sistema, formatosi gradualmente, avrebbe tenuto insieme l'aristocrazia guerriera dell'epoca. Da un punto di vista economico, al centro del sistema feudale stava la curtis ('corte'), il fondo più importante del feudo, l'unità economico-amministrativa al centro di una proprietà e per questo corredata di strutture, edifici, fortificazioni e alloggi, e quindi configurata come borgo. I castelli, che presero a diffondersi in Europa a partire dal IX secolo (vedi Incastellamento), oltre ad avere funzione difensiva erano al centro dell'organizzazione giudiziaria e finanziaria.
In seguito, la rinascita delle città e dell'economia monetaria ridimensionò molto l'istituzione feudale, che comunque non scomparve. Tra XIV e XVI secolo, in Europa si registrò anzi un diffuso processo di "rifeudalizzazione". Con l'avvento degli Stati moderni il feudalesimo perse le caratteristiche giurisdizionali, ma mantenne quelle sociali e politiche fino a quasi tutto il XVIII secolo. In Francia venne abolito solo con la Rivoluzione del 1789, mentre altrove rimase vivo, almeno sul piano teorico, anche più a lungo, dopo la Restaurazione.
La più autorevole interpretazione del feudalesimo come tipo di società è quella di Marc Bloch (La società feudale, La société féodale, 1939), che individuò nell'imporsi dei legami personali di potere, nella conseguente frammentazione del potere stesso, e nella supremazia di una classe guerriera, i suoi elementi centrali. Di diverso tenore l'interpretazione di François Louis Ganshof (Che cos'è il feudalesimo?, Qu'est-ce que la féodalité ?, 1944), che restrinse la definizione alla sfera giuridica. Secondo Ganshof, il sistema vassallatico-beneficiario (système fèodo-vassalique) smise di essere una realtà storica importante per l'Europa occidentale già alla fine del XIII secolo e quando la Rivoluzione francese abolì il feudalesimo nel 1789 dietro la parola non c'era che una realtà fantasmatica. Tanto Bloch quanto Ganshof distinsero un feudalesimo incipiente da un feudalesimo maturo: per il primo, la cesura va individuata alla metà dell'XI secolo; per il secondo, il feudalesimo maturo va dal X al XIII secolo. L'idea di una cesura è oggi generalmente accettata e posta intorno all'anno 1000.
Nel senso stretto individuato da Ganshof, oggi favorito tra gli studiosi, la feudalità fu un fenomeno giuridico, consistente nei diversi istituti alla base dei rapporti tra due individui liberi, il signore e il suo vassallo, tra i quali vigevano reciprocamente doveri e prestazioni (obbedienza e servizio del vassallo verso il signore; protezione del signore verso il vassallo). Tali rapporti erano suggellati da riti pubblici, come l'omaggio, il giuramento, l'investitura.
La cultura moderna ha dal canto suo espanso a dismisura il campo di applicazione dei termini feudalità e feudalesimo, riferendoli a rapporti di varia natura (giuridici, sociali, politico-istituzionali, economici ecc.) fino a renderli «proteiformi» (così Giovanni Tabacco). Le indagini storiografiche sul feudalesimo hanno finito per analizzare oggetti assai diversi tra loro, legando fenomeni sì interrelati, ma facendolo in modo disorganico, con l'obbiettivo di stringerli in una sistemazione concettuale troppo compatta, e ciò tanto più nella divulgazione dei pubblicisti. Il medievista belga Henri Pirenne (1862-1935), tra i protagonisti del dibattito sul tema, è giunto a definire «un abuso di linguaggio» la determinazione del feudalesimo come "ordine politico". Per queste ragioni, la storiografia oggi tende a ridefinire il concetto, cercando di circoscriverlo in modo più esatto nello spazio e nel tempo, contrastando l'idea che esso possa essere utilizzato come caratteristica di fondo dell'Alto Medioevo, dell'età carolingia e del Medioevo centrale, tanto meno in termini economici, con la curtis e l'economia curtense intimamente connessa all'istituto del feudo. Così era per Karl Marx e Friedrich Engels, che videro il sistema feudale talmente centrale nella società medievale da qualificarla come società feudale tout court, e il feudalesimo uno degli stadi dell'evoluzione sociale umana, preceduto dalla società schiavistica e succeduto dalla società borghese.
Come ricorda C. Warren Hollister, l'idea stessa è stata a volte rifiutata in toto o ad essa è stata preferita l'espressione feudalesimi, al plurale. Lo stesso Hollister ha fatto riferimento a una «ironia del feudalesimo», per cui alcune delle caratteristiche centrali del feudalesimo inteso secondo tradizione sono contraddette dalla realtà storica: ad esempio, l'Inghilterra anglo-normanna, pienamente feudale, ebbe un governo centrale forte, quando invece l'interpretazione tradizionale individua nel feudalesimo un principio disgregatore del potere centrale.
L'ipotesi di un sistema feudale come caratteristica centrale del Medioevo europeo è stata estesa anche a contesti extra-europei, tanto che si è a lungo parlato di feudalesimo e di Medioevo anche a proposito di Cina e Giappone (vedi Medioevo cinese e Medioevo giapponese).

## Storia

### Fenomeni prefeudali tra Basso Impero e regni romano-barbarici

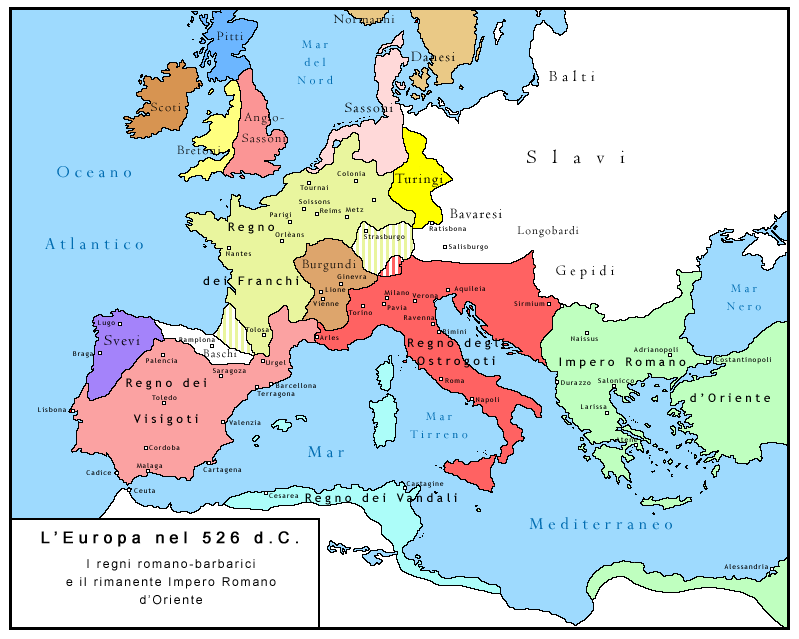
L'Europa nel 526

Già nella Roma repubblicana e imperiale esisteva la pratica della commendatio ('accomandazione'), che consisteva nel diritto di proporre candidati alle magistrature o ad alcune cariche religiose. La Lex de imperio Vespasiani del 69 d.C. indicava tra i poteri degli imperatori la commendatio di candidati alle magistrature, con effetto vincolante. Con lo stesso nome di commendatio, a partire dal Basso Impero, si indicava la pratica per cui contadini liberi si raccomandavano ai signori perché li proteggessero: i signori poterono in tal modo formarsi delle vaste clientele. La relazione personale tra un cittadino romano e un'altra figura a vario titolo inferiore (il cliens) rimontava alle origini della civiltà romana, mentre ai tempi dell'Impero romano il rapporto di protezione tra patronus e cliens prendeva il nome di patronatus o patrocinium. La relazione intesa sotto l'aspetto finanziario prendeva invece il nome di precarium, dal verbo precare ('pregare'): per essa, un soggetto pregava un altro soggetto affinché gli lasciasse usare una porzione dei suoi terreni. Nei tempi di crisi, il libero possidente impoverito che cercasse aiuto in un uomo più potente era spinto da questi a cedergli la proprietà per ottenerla indietro come precarium.
La "privatizzazione" dei rapporti di potere aveva avuto un ruolo significativo anche nell'instaurarsi dei regni barbarici, in cui la nuova forma romano-barbarica di monarchia mescolava l'usanza germanica del giuramento di fedeltà personale dei guerrieri al re con la preoccupazione tradizionalmente romana di garantire, per mezzo di funzionari, un potere pubblico omogeneo. I rapporti vassallatici medievali non derivano insomma da quegli specifici rapporti di dipendenza personale tra padrone e schiavo e nemmeno dai rapporti tra patronus e schiavo liberato (liberto o, nella terminologia longobarda, aldio); essi sono piuttosto rapporti di dipendenza istituiti volontariamente, in chiave militare tra i Germani e in chiave politica tra i Romani.
In continuità con la tradizione della trustis, i rapporti di dipendenza personale romano-germanici, a differenza che nel mondo romano, potevano legare figure entrambe appartenenti all'aristocrazia.
Altro elemento retrospettivamente interpretato come "prefeudale" è il costituirsi, nel Basso Impero, di patronati nel latifondo, spesso difeso da milizie private. A sua volta, il latifondo era forma tipica dell'organizzazione socioeconomica delle campagne del Basso Impero, tra III e V secolo, quando di fronte alla crisi i senatori tendevano ad abbandonare le città e a ritirarsi nelle campagne, fonte sicura di sussistenza. Tali aree erano però sempre più infestate dal banditismo, dalle scorrerie dei barbari, ma anche dagli abusi delle milizie imperiali. Di qui la trasformazione di un gran numero di ville rustiche, che venivano fortificate per la difesa del padrone e dei coloni. Lo stesso uso di milizie private era un segno di appropriazione di prerogative pubbliche. Per beneficiare di queste misure di protezione offerte dai latifondisti, i piccoli proprietari degli allodi (le terre possedute in piena proprietà), tendevano a rinunciare alla piena disponibilità dei propri beni. Con ciò, i latifondisti davano corpo a un'ulteriore appropriazione di prerogative pubbliche, in quanto proteggevano i piccoli proprietari dagli abusi del fisco imperiale, e ottenevano da imperatori deboli una serie di immunità.
Nel complesso, si profila una differenziazione della condizione giuridica degli individui: non più il civĭs ('cittadino'), uguale di fronte alla legge romana, a prescindere dalla condizione sociale, ma il vassallo, investito di doveri verso il senior, ma anche privilegiato (per esempio, attraverso un aumento del suo guidrigildo, cioè il valore dell'uomo espresso in denaro e quindi il valore di indennizzo che chi lo assassinava doveva corrispondere).

### Beneficio e vassallaggio tra i Merovingi

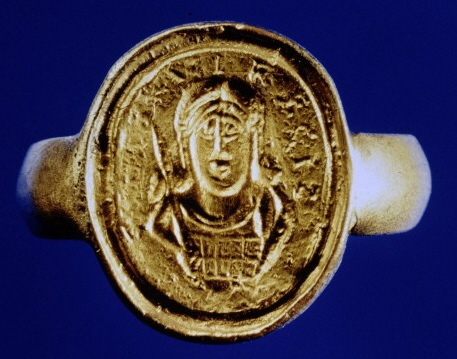
Copia dell'anello sigillare di Childerico I (V secolo), figlio di Meroveo, re dei Franchi e capostipite della dinastia dei Merovingi

Le origini del feudalesimo medievale rimontano al Regno dei Franchi tra il VI e l'VIII secolo, e sono rintracciabili in particolare nell'area compresa fra la Loira e il Reno. Conti e vescovi, provenienti dalle aristocrazie gallo-romane e franche, avevano tra i Franchi (segnatamente presso i Merovingi, la prima dinastia franca) funzioni simili a quelle degli antichi funzionari romani, con l'importante differenza che il compenso per questo genere di servigi, in un'epoca di scarsa circolazione monetaria, la cui economia era fondata sui beni immobili, non poteva che essere di natura fondiaria. Spesso, poi, i re dovevano attribuire ai signori, sotto forma di beneficium, le rendite offerte dalle "terre fiscali", cioè gli ex domini dell'Impero romano passati al re, per ottenerne in cambio la fedeltà. Tanto i re quanto i signori, dunque, costituivano le proprie reti clientelari attraverso la distribuzione di terre ai loro accoliti (i vassalli).
Al VI secolo risalgono le prime occorrenze nei testi della parola vassus (o vassallus), dalla parola celtica gwas, 'servitore' o 'ragazzo', che appare per la prima volta nella Lex Salica emanata dal re franco Clodoveo intorno al 510, in una norma relativa agli omicidi dei servi. Nel complesso, però, il quadro per l'età merovingia è oscuro e avaro di fonti. Si è a lungo ritenuto che questi vassi fossero dei domestici, successivamente impiegati in funzioni militari (proibite ai servi tanto dalla tradizione romana quanto da quella germanica). Secondo questa interpretazione, i vassalli delle origini erano figure assimilabili ai gasindi del mondo longobardo, persone impiegate in servizi di vario genere nel palatium del re o nelle domus di personaggi altolocati (ecclesiastici e laici). In particolare, lo storico Ludovico Antonio Muratori (1672-1750) vide nei vassalli dei famuli, sorta di cortigiani. Il rapporto giuridico alla base di questa funzione domestica sarebbe stata la commendatio, che però dava al vassallo dell'epoca un carattere comunque quasi servile. Più di recente tale quadro è stato messo in discussione: i vassi del VI secolo andrebbero piuttosto messi in relazione con gli ambacti, guerrieri semiliberi della tradizione celtica, provenienti dall'odierno Galles e utilizzati dai Romani nella Gallia settentrionale. L'uso di guerrieri non liberi (ambactus significa 'servo') sarebbe passato così ai Franchi. Secondo questa ricostruzione i vassi ebbero fin dall'inizio natura militare, e ciò li distinguerebbe tanto dai clientes d'età romana quanto dai guerrieri della Gefolgschaft (o comitatus), il seguito dei re e dei condottieri germanici, descritto da Tacito.
Le clientele armate assunsero ancora più rilevanza nella Gallia merovingia del VII secolo, quando i nobili assunsero sempre maggiore peso nelle lotte per la successione al trono. Fu già in questo periodo che la fedeltà militare dei cavalieri venne sempre più compensata con donazioni di terre o con beneficia, ossia la concessione di terre senza contropartita. Nella Gallia merovingia prima che altrove sorsero le condizioni per l'affermarsi di quelle caratteristiche che gli storici etichettano come tipicamente feudali. I re merovingi, o meglio i loro maestri di palazzo, per resistere all'avanzata degli Omayyadi di Spagna, cercarono di organizzare una forte cavalleria che sostituisse i male organizzati eserciti barbarici. Fu così che intere province furono concesse ai membri della trustis regia. Alla concessione del beneficio corrispondeva il vassallaggio, cioè l'atto con cui il beneficiario si dichiarava homo o vassus del signore, impegnandosi a prestargli auxilium et consilium, cioè aiuto militare e partecipazione alla sua corte. Ai tempi del maestro di palazzo Carlo Martello, dunque alla fine dell'età merovingia (metà dell'VIII secolo), il fenomeno della concessione di benefici ai vassalli in cambio del servizio militare a cavallo si accentuò (come si vede anche dalla maggiore presenza dei vassi nelle fonti franche), in particolare attraverso la requisizione di terre ecclesiastiche. Per evitare di danneggiare eccessivamente la Chiesa, ai vassalli il re concedeva in beneficio il mero usufrutto, la nuda proprietà. L'istituto militare del vassallaggio e quello economico e giuridico del beneficio risultarono via via sempre più legati l'uno all'altro. Fu peraltro proprio l'alleanza con la Chiesa, oltre alle vittoriose iniziative militari, a permettere allo Stato merovingio di riaffermare temporaneamente il proprio potere. Si trattò però di una ripresa solo temporanea, perché, come nota Pirenne, «l'ordinamento politico non rispondeva alla natura economica». Quanto prodotto dal latifondo veniva speso soltanto per il mantenimento della proprietà, di modo che i feudatari «non devono aspettarsi niente e non devono temere niente dallo Stato».

### Le condizioni economiche del sorgere della feudalità nell'Europa carolingia

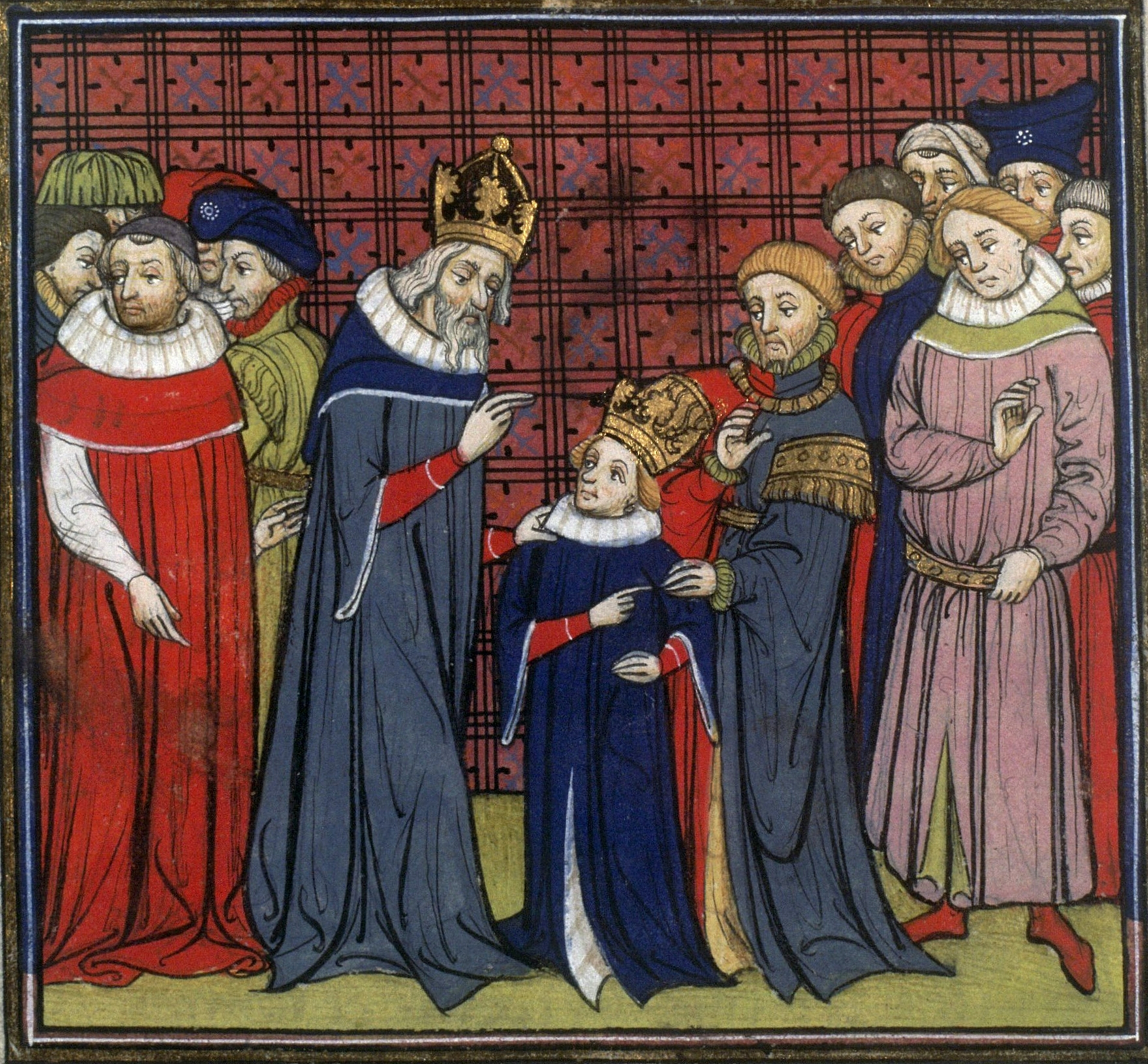
Carlo Magno (742-814) e il figlio Ludovico il Pio (778-840), dalle Grandes Chroniques de France (BnF, Français 73, fol. 128v)

Alla fine dell'VIII secolo, l'economia dell'Europa occidentale aveva carattere ormai essenzialmente agricolo. «La terra – ha scritto Henri Pirenne – divenne l'unica fonte di sostentamento, la sola condizione della ricchezza. [...] La ricchezza mobile non aveva più nessun impiego economico.» Per fare la guerra o amministrare, i poteri centrali erano costretti a ricorrere ai grandi proprietari terrieri, e le rendite dello stesso imperatore non dipendevano che dalle sue proprietà fondiarie.
Scrive Pirenne:
I regni romano-barbarici sorti nel V secolo avevano mantenuto una caratteristica centrale del potere romano, cioè situare il proprio baricentro nel bacino del Mediterraneo, via di comunicazione essenziale per i contatti con l'Impero romano d'Oriente. Con l'avvento dell'Islam, nel VII secolo, il mar Mediterraneo, come scrive Pirenne, «si trasformò in una barriera». I Carolingi riuscirono a contenere gli Omayyadi di al-Andalus al di là dei Pirenei, ma non poterono né vollero competere con i musulmani sul Mediterraneo: a differenza della Gallia romana e poi merovingia, l'Impero carolingio ebbe infatti carattere fondamentalmente continentale.

L'espansione islamica fino al 945

Il blocco del Mediterraneo determinò la progressiva scomparsa dei traffici e con essi del ceto mercantile. Le stesse antiche città romane per questa ragione decaddero, sopravvivendo solo in quanto sedi episcopali: i vescovi si sostituirono all'amministrazione municipale e le città persero ogni rilevanza economica. Con il complessivo impoverimento, scomparve anche il solido aureo romano (ancora usato dai re germanici), sostituito dal denaro argenteo.
L'epoca di Carlo Magno è stata spesso considerata come una fase di prosperità economica, ma, avverte Pirenne, essa fu al contrario un periodo di decadenza. Sopravvissero i traffici nel Mare del Nord, ma più come fenomeno di persistenza di attività preesistenti che come segno di ripresa. Con la nascita dell'Impero carolingio, tra IX e X secolo, l'Europa, pure, conobbe un momento di parziale affermazione dell'autorità centrale. In particolare, l'Impero disponeva di corti distrettuali a cui ci si poteva appellare e che, in linea teorica, potevano deliberare contro i signori. Gli appelli dei contadini a queste corti rimanevano tuttavia per lo più ignorati: esse tendevano a rapportarsi (in armonia o in contrasto) con le giurisdizioni signorili, e i signori avevano spesso ruoli apicali nel regime carolingio, potendo spesso influenzare le loro decisioni. Pure, il sistema generale comprendeva norme comuni, la cui legittimità non era messa in discussione. Carlo, peraltro, aveva istituito la magistratura dei missi dominici ('inviati del signore'), funzionari itineranti, di norma un laico e un ecclesiastico, che registravano gli appelli dei sudditi contro eventuali abusi di conti, marchesi e vescovi (le figure cui Carlo aveva assegnato le circoscrizioni in cui era diviso l'Impero).
Roberto Sabatino Lopez sottolinea come la scarsa circolazione di denaro già ai tempi di Carlo conducesse fatalmente all'istituto del beneficio.

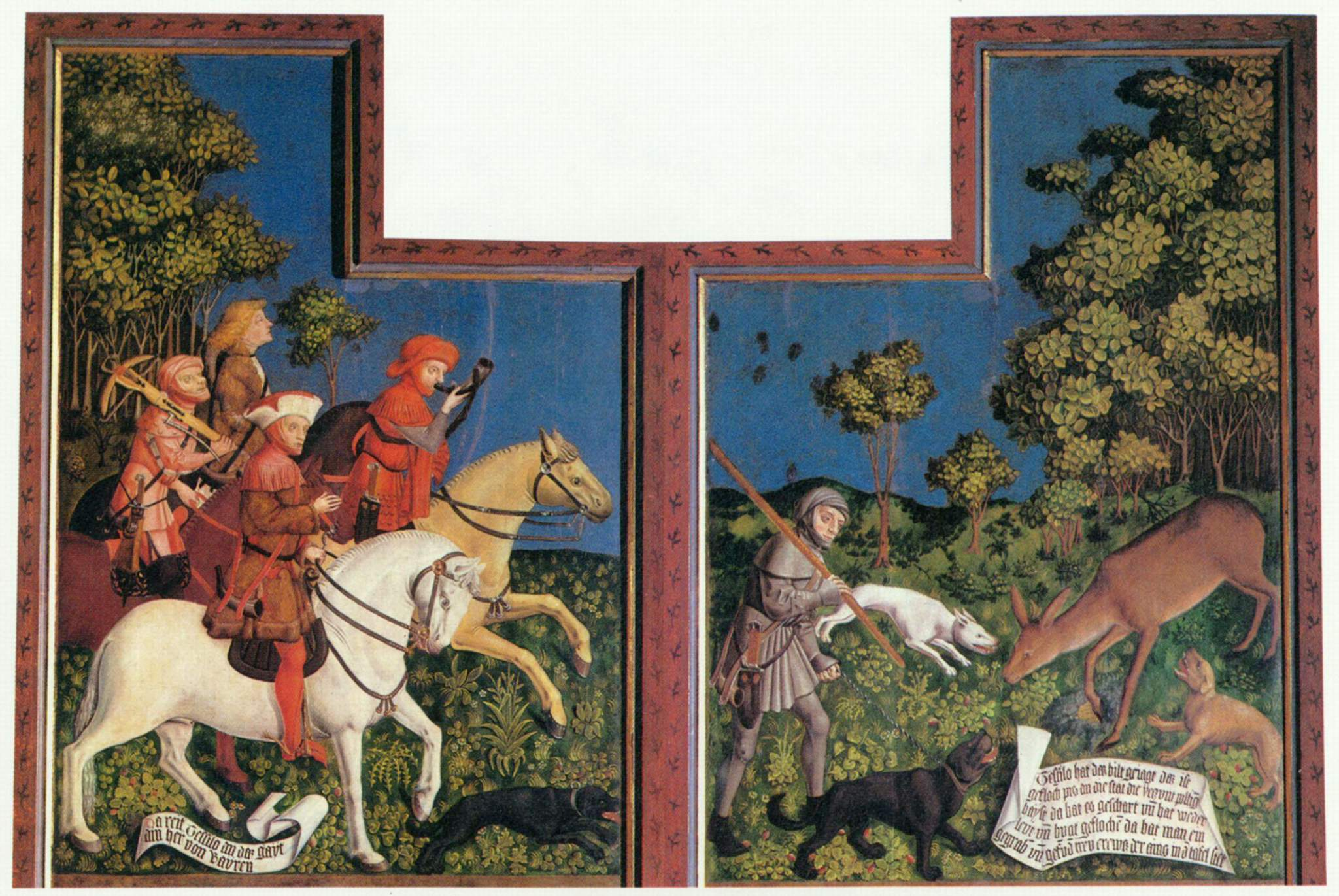
Il duca Tassilone III (742-794) raffigurato a caccia, accompagnato da tre scudieri (pannelli della collegiata del San Salvatore a Polling, opera del Maestro delle tavole di Polling, 1444)

L'Imperatore si sforzò di accentuare il carattere religioso del giuramento di fedeltà dei compagni d'arme, con una «messa in scena solenne, che», scrive ancora Lopez, «si imprimeva nell'immaginazione e nelle emozioni dei presenti, e culminava col giuramento prestato sulle reliquie». Ancora secondo Lopez, concedere le terre in possesso ma non in piena proprietà, incoraggiare nei propri vassalli la richiesta di giuramenti ai rispettivi vassalli, concedere benefici agli ecclesiastici, opporre vassallo a vassallo e inviare i missi dominici, erano tutti tentativi di forzare la fedeltà dei dipendenti dell'Imperatore, in forme che però in passato avevano portato alla rovina della casa merovingia e che Lopez giudica di «feudalesimo incipiente». In effetti, proprio per assicurare all'Impero ordine, giustizia e riscossione delle imposte, Carlo aveva nominato più di trecento tra conti e vescovi (vassi dominici, vassalli regi). Proprio questi grandi feudatari, però, dopo la sua morte e con la divisione dell'Impero, otterranno di rendere ereditarie quelle funzioni pubbliche di cui i feudi rappresentavano il compenso. In un secondo momento, saranno ereditari gli stessi feudi. Le medesime misure congegnate per tenere insieme l'Impero ne sanciranno la disgregazione.
Gli Annales Regni Francorum, opera storiografica composta tra la fine dell'VIII e l'inizio del IX secolo su stimolo della corte carolingia, attestano l'estendersi della pratica del vassallaggio dai cavalieri di rango inferiore a figure di maggiore rilievo, dopo che già l'ascesa dei Carolingi a danno dei Merovingi si era poggiata su un importante contributo dei vassalli, giuridicamente sempre meglio inquadrati. Le fonti dell'epoca citano un episodio che vede Tassilone III, duca di Baviera, giungere a un'assemblea generale convocata a Compiègne da Pipino il Breve (padre di Carlo Magno) nel 757. Tassilone «secondo l'uso franco si commendò in vassallaggio con le sue mani nelle mani del re e promise fedeltà sia a re Pipino, sia ai suoi figli Carlo e Carlomanno giurando sul corpo di san Dionigi [...]». È probabile che Tassilone non abbia mai davvero prestato questo giuramento vassallatico e che il racconto degli Annales serva solo a metterlo in cattiva luce, «per dipingere la sua condotta successiva come una sequela di tradimenti» (Albertoni), ma la fonte quanto meno attesta che la pratica era comune anche per i signori più eminenti. I giuramenti d'epoca franca, frutto di una mescolanza di tradizioni romane, germaniche e celtiche, legavano solo i contraenti, non determinavano di per sé alcuna verticalità gerarchica ed erano sciolti esclusivamente dalla morte o dal tradimento.

### L'ordinamento pubblico carolingio
Già al tempo dei Merovingi, l'autorità del sovrano consisteva innanzitutto nel bannus (o bannum, 'bando'), termine derivato dall'antico tedesco ban che indicava il potere di "legare" (in tedesco, binden) a sé i propri sudditi, cioè di obbligare in forza di un comando. In particolare, il sovrano poteva dare ordini, avere cura che fossero rispettati e punire i trasgressori, assommando in sé i poteri modernamente intesi (legislativo, esecutivo e giudiziario). Con il diritto di placito al re spettava il potere di convocare l'assemblea e in essa di giudicare.
La più complessa articolazione dell'Impero carolingio impediva al sovrano di esercitare il potere di banno se non in forma mediata. Il territorio dell'Impero fu diviso in circoscrizioni politico-amministrative dette "comitati" (in quanto affidate ai comites, i compagni più prossimi al sovrano, successivamente detti "conti"). I conti assumevano la carica, la funzione pubblica (honor) prestando omaggio feudale al sovrano, se non erano già legati a lui da vincolo vassallatico. In quanto funzionari pubblici, i conti erano virtualmente amovibili a piacere. In concreto, la scarsa circolazione monetaria impediva ai sovrani di disporre davvero in tale forma dei conti: solo se remunerate in denaro tali cariche sarebbero state facili da revocare. In mancanza di denaro liquido, il sovrano dovette cedere ai conti parte delle entrate connesse all'honor e l'usufrutto di alcune terre fiscali. In tal forma, i conti presero a considerare come feudo i beni ottenuti in cambio dell'honor e, parallelamente, presero a interpretare l'honor alla stregua di un feudo, cioè di un beneficium vitalizio. Tale convincimento era confortato appunto dalla difficoltà del sovrano ad avocare gli honores, senza contare che i conti affermavano la propria funzione di governo e presenza sul territorio in forme impossibili al re e finivano per provare ad ampliare i propri possessi in ogni forma, lecita o meno.
Un discorso a parte merita la proprietà fondiaria ecclesiastica. Se in età merovingia le usurpazioni a danno della Chiesa compensavano almeno in parte le donazioni pie che fin dal IV secolo arricchivano i patrimoni ecclesiastici, nel IX secolo, in età carolingia, crebbe il rispetto per l'inalienabilità dei beni ecclesiastici. A ciò era legata la cura richiesta nella redazione di inventari di beni, detti "polittici", aggiornati periodicamente per garantire la consistenza dei fondi ecclesiastici.
Una qualche luce sulla composizione sociale dell'Impero sotto Carlo è offerta dalla richiesta di giuramento collettivo avanzata dall'Imperatore nel 793. Tutti i maggiori di 12 anni dovranno giurare fedeltà al sovrano, sive pagenses, sive episcoporum et abbatissuarum vel comitum homines, et reliquorum homines, fiscilini quoque et coloni et ecclesiasticis adque servi, qui honorati beneficia et ministeria tenent, vel in bassallatico honorati sunt cum domini sui. Il testo elenca diverse figure: i pagenses, variamente interpretati, ma probabilmente da intendere come notabili, agiati e capaci di fare fronte alle imposte, unici dotati di piena indipendenza giuridica; seguono i dipendenti di vari signori (di vescovi, abati e conti, ma anche di figure private) e questi homines sono stati interpretati come "vassalli", ma converrà intenderli come dipendenti in senso generico ("raccomandati"). Alla moltitudine dei contadini dipendenti Carlo non riterrà di richiedere giuramento, fatta eccezione per quei servi, data l'eventuale delicatezza di certi compiti che potevano essere loro affidati. Il testo del capitolare offre l'immagine di una società articolata in dipendenze personali, talmente distintive da fungere da imprescindibile elemento anagrafico; così, nel capitolare 67, Carlo proibisce di acquistare bestie da persona di cui non si sappia la provenienza, il luogo di residenza aut quis est eius senior ('o chi sia il suo signore'); altrettanto, ai messi impegnati a censire la popolazione immigrata, Carlo intima di trascrivere il nome, il paese d'origine et qui sunt eorum seniores ('e chi siano i loro signori').

### Morte di Carlo Magno e crisi dell'Impero
Con la morte di Carlo Magno, avvenuta nell'814, l'Impero entrò presto in crisi. Conti e marchesi esercitavano ormai funzioni pubbliche, ma in forme e secondo interessi privatistici. Si prese a infeudare pure le funzioni di governo, esercitate anche da vescovi e abati in forme non dissimili dai signori laici. «Così, - scrive Antonio Desideri - anche la Chiesa si feudalizzò, con grave scadimento dei costumi del clero e scandalo delle coscienze».
È in età carolingia che tende a fissarsi l'associazione tra rapporto vassallatico (elemento personale) e concessione vitalizia del feudo (elemento reale). Tale concessione in origine non comprendeva però il diritto di amministrare localmente la giustizia: in tal senso, il rapporto vassallatico-beneficiario non può essere interpretato come l'unità minima di un sistema politico organicamente centrato su queste due usanze. La tradizionale raffigurazione del sistema feudale come "piramide feudale" è quindi ascrivibile, e spesso solo parzialmente, a situazioni successive (ad esempio, l'Inghilterra normanna). Di fatto, l'idea che i Normanni, con Guglielmo, abbiano stabilito, a partire dal 1066, un perfetto sistema feudale in Inghilterra appare un'intollerabile semplificazione.
I feudi, in origine concessioni vitalizie, potevano essere tolti al beneficiario per gravi colpe o per tradimento (fellonia). Ben presto i grandi feudatari cercarono di rendere i feudi ereditari: i deboli successori di Carlo Magno non poterono frenare questa tendenza, che, secondo la tradizione storiografica, sarebbe stata formalizzata per i feudi maggiori da Carlo il Calvo con il capitolare di Quierzy del 14 giugno 877. In realtà, il capitolare di Quierzy non ebbe affatto una portata così generale: esso infatti codificava la possibilità (con riserva) dell'ereditarietà delle cariche (gli honores, relativi ai cosiddetti "feudi di dignità": contee, marchesati) per i figli dei funzionari che fossero morti durante una spedizione che Carlo stava organizzando in Italia, per soccorrere papa Giovanni VIII, assalito dai Saraceni. Il capitolare si riferiva dunque ad una specifica situazione, ma certamente è indice di un rinnovato concetto dell'ereditarietà dell'honor, cioè della funzione di autorità pubblica. In particolare, si assiste con il capitolare di Quierzy all'assimilazione di due istituti in principio distinti, quello dell'honor e quello del beneficium: la funzione di governo, che in linea di principio veniva concessa dal sovrano ed era a piacere revocabile, era sempre più assimilata al beneficium, un tipo di concessione in sé puramente economica, cioè non agganciata ad alcuna funzione di governo.
In un solo caso il capitolare di Quierzy concedeva con chiarezza l'ereditarietà dell'honor, quello che vedeva il conte ritirarsi in convento per pregare per l'anima del sovrano.
Il capitolare di Quierzy, pur non avendo la portata generale dichiarata dalla manualistica, costituì un precedente rispetto al quale era ormai impossibile tornare indietro. Come nota Bloch, quando i Normanni conquistarono l'Inghilterra (seconda metà dell'XI secolo), il tipo di feudo che vi importarono era di diritto già ereditario, il che fa intendere che in Normandia fosse già così. Solo in Italia l'ereditarietà del feudo fu fissata da una norma, la Constitutio de feudis di Corrado II, emanata a Milano nel 1037 in favore dei valvassori. Corrado assecondò così l'antica abitudine romana alla codificazione, mentre in Germania lo stesso risultato fu ottenuto attraverso la via giurisprudenziale, cioè attraverso i concreti pronunciamenti dei giudici.

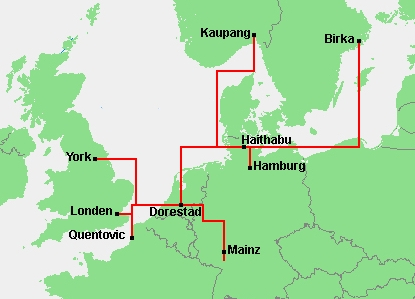
I porti di Quentovic e Dorestad sul Mare del Nord: questi centri di commercio, che rappresentavano una sopravvivenza delle antiche reti commerciali romane e poi merovingie, furono spazzati via dai Normanni

Tornando alla Francia del IX secolo, la potenza dei grandi feudatari divenne tale che nell'887 essi poterono, in assemblea, stabilire la deposizione del successore di Carlo il Calvo sul trono imperiale, Carlo il Grosso, che fu relegato in un convento.
Tra i Franchi Occidentali, poi, l'aristocrazia fu abbastanza forte da imporre l'elezione del re (con Oddone, nell'888), sostituita all'ereditarietà della corona. Non si mise in discussione la regalità in sé, ma il monarca assunse contorni più religiosi che politici, esercitando il proprio potere soltanto sulle sue proprietà fondiarie, al pari degli altri grandi. Il fatto che la monarchia non fosse del tutto abolita, come anche avrebbe potuto essere, è indicativo del bisogno che gli aristocratici sentivano di una figura super partes, che ancora rappresentasse l'unità dello Stato e che, come dice Pirenne, regnasse senza governare. In ciò, l'influenza della Chiesa deve essere stata grande. In ogni caso, nominalmente il re era ancora un monarca assoluto, ma in concreto perse ogni prerogativa di governo. La stessa attività legislativa ne uscì paralizzata: dopo Carlo il Calvo non ci saranno capitolari fino almeno al XII secolo. Va comunque sottolineato che i poteri privati del nobile, derivanti dal fatto che egli era proprietario della terra, rimanevano distinti dai poteri pubblici, che egli esercitava per delega regia; egli poteva però esercitare questi ultimi a proprio vantaggio, usurpando di fatto la funzione amministrativa. In una sola figura, per ciascuna circoscrizione, si assommavano diverse fondamentali funzioni e privilegi: giudice, capo militare, esattore delle imposte, beneficiario del diritto al mantenimento. In particolare, l'amministrazione della giustizia rappresentava un'importante fonte di guadagni per il signore, dato che a ogni offesa corrispondeva almeno una pena pecuniaria. Di qui la massima medievale: magnum est emolumentum iustitia.
L'Europa presto ripiombò nell'insicurezza e nelle difficoltà indotte dalla destrutturazione dell'organizzazione regia carolingia, senza garanzia della salvaguardia dei cittadini. Questa fase è detta della "anarchia feudale", un periodo di disordini talmente generalizzati da spingere la Chiesa a promuovere l'istituzione della cosiddetta "tregua di Dio", cioè la sospensione dei conflitti in certi giorni o periodi dell'anno. Il X secolo è, scrive Pirenne, «l'epoca dell'assassinio politico», un secolo che per violenza è paragonabile al XV. I sovrani che cercavano di intervenire erano traditi dai loro dipendenti: è il caso di Carlo il Semplice (re dei Franchi Occidentali dall'898 al 922), morto prigioniero del conte Erberto II di Vermandois. Il tutto era aggravato dalle incursioni dei Normanni (che annientarono i centri di Quentovic e Dorestad), dei Saraceni (che controllavano il Mediterraneo) e di Avari e Ungari (che bloccarono la Valle del Danubio, possibile alternativa al Mediterraneo come via di comunicazione tra Occidente e Oriente).

Il Regno dei Franchi tra il 481 e l'814

L'inizio del X secolo vide formarsi grandi principati territoriali, come il Ducato d'Aquitania, il Ducato di Borgogna e il Ducato di Normandia, quest'ultimo concesso da Carlo il Semplice al normanno Rollone per porre un freno alle scorrerie vichinghe (911). Gli aristocratici erano giunti a influenzare la stessa partizione amministrativa già a partire dall'VIII secolo: se, ai tempi dei Merovingi, le contee erano abbastanza piccole perché i conti potessero attraversarle in un sol giorno, politiche matrimoniali e accordi amichevoli o imposti con violenza avevano determinato il formarsi di circoscrizioni sempre più ampie: pur mantenendo i titoli dell'antica burocrazia romana, nella sostanza il conte era diventato a suo modo un sovrano locale.
Era la forma stessa della produzione economica a far sì che il sovrano fosse condannato a governare attraverso i magnati, i quali, posti fra lui e il popolo, erano, come nota Pirenne, i suoi soli sudditi. In Germania, tra i Franchi Orientali, il peso del potere centrale si riaffermò con l'elezione a re di Ottone I, il quale prese a conferire benefici (e in particolare i feudi di dignità) ai vescovi. Con ciò, il re si garantiva la fedeltà del suddito, ma era anche sicuro di tornare in possesso del feudo alla morte dell'ecclesiastico. Per questa ragione, la casa di Sassonia e poi la casa di Franconia si intromisero sempre più nell'elezione dei vescovi: avevano bisogno di persone capaci più che di persone pie. In breve, i re finirono per attribuirsi la prerogativa sia dell'investitura spirituale che di quella temporale: la Chiesa era in Germania talmente impotente che si parla di Reichskirche ('chiesa imperiale'). Le case di Sassonia e Franconia poterono dunque legarsi alla Chiesa per mantenere il predominio monarchico, ma solo perché in Germania l'aristocrazia laica non era pienamente sviluppata.
La Francia, dal canto suo, sempre più indipendente dall'Impero ricostituito dagli Ottoni, visse con Ugo Capeto un processo di affermazione monarchica e di unificazione territoriale. Quando fu eletto, nel 987, Ugo Capeto non era il principe più potente del regno, anzi fu forse scelto proprio per la sua debolezza. Da lui deriva la dinastia dei Capetingi; seppure questi ultimi poterono ristabilire l'ereditarietà della Corona, i grandi feudatari avevano ormai conquistato una larga indipendenza. I benefici, che saranno detti fief a partire dalla fine dell'XI secolo, non rappresentavano più la manifestazione materiale dell'omaggio e del vassallaggio; al contrario, fu l'elemento materiale (il feudo) che finì per porsi alla base dell'elemento personale, cioè del rapporto vassallatico. Detto altrimenti, se un tempo il vassallo riceveva il feudo in cambio della propria fedeltà personale al signore, egli ora prestava omaggio in quanto potente possessore di un feudo ormai solidamente parte del patrimonio familiare. Da questa inversione sociale e psicologica derivava un'importante conseguenza, cioè la pluralità degli omaggi: un vassallo prestava omaggio a un signore per un determinato feudo e prestava omaggio ad altro signore per un altro feudo. Con ciò, l'idea originaria della fedeltà vassallatica risultava completamente stravolta: i vassalli, ormai parti in un intricato sistema di fedeltà, potevano più agevolmente sottrarsi ai propri impegni, tanto più se coinvolti in un conflitto tra due dei loro signori. A lungo, il reticolo dei legami di fedeltà indusse gli storici a credere, approssimando troppo, che la Francia intera fosse caratterizzata da rapporti feudali, secondo l'adagio pas de seigneur sans terre, pas de terre sans seigneur ('nessun signore senza terra, nessuna terra senza signore').
L'affermarsi della pluralità degli omaggi determinò nell'XI secolo la nascita di una forma di omaggio più rigorosa, il ligio omaggio. Il vassallo ligio si dava interamente al signore, era nei suoi confronti solidus, plenus e integer. La ligietas escludeva esplicitamente il sussistere di altri vincoli personali e riportava l'istituto vassallatico al suo carattere primitivo (l'inserimento del vassus nella familia del signore, in un rapporto di parentela surrogata).

### L'economia curtense

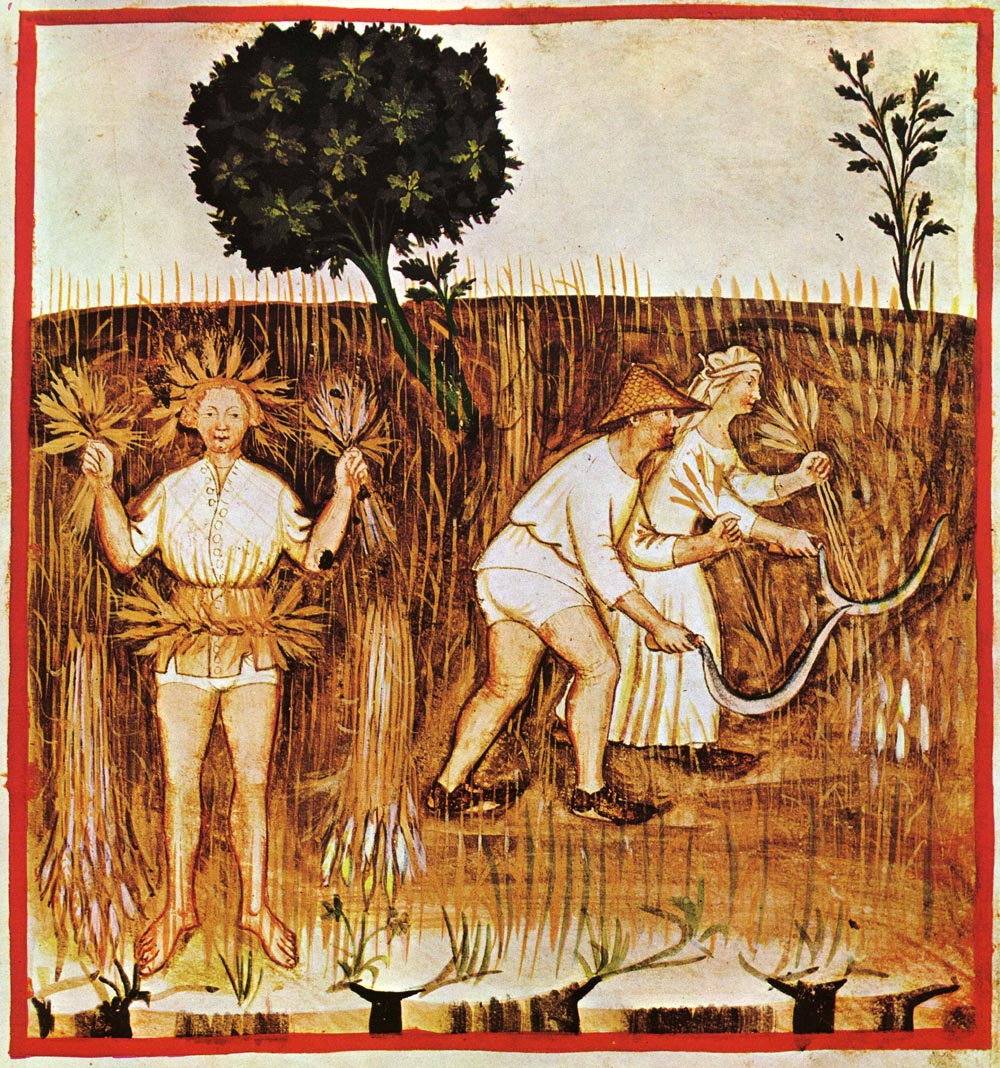
Contadini ritratti durante la mietitura in un tacuinum sanitatis (Theatrum Sanitatis, codice 4182 della Biblioteca Casanatense di Roma)

L'attribuzione o l'appropriazione di poteri pubblici da parte dei signori si fondava sul potere che ad essi derivava dal patrimonio fondiario a loro disposizione. La grande proprietà terriera dell'epoca non era compatta, ma costituita da diversi lotti di varia estensione, ciascuno centrato sul fondo più importante, detto villa (in analogia all'antica villa romana) o, come era uso scrivere in Italia, curtis ('corte').
Le distanze tra le parti componenti la stessa proprietà fondiaria (comprensiva di poderi e di terreni incolti) potevano essere enormi. Il fenomeno della parcellizzazione della proprietà fondiaria esisteva già nel periodo tardo-antico, ma si intensificò con gli stanziamenti e le acquisizioni prodotti nella progressiva sistemazione della nuova Europa romano-germanica. Particolarmente dispersa risultava la proprietà ecclesiastica, prodotta da donazioni regali e signorili di gran peso, ma anche da pie elargizioni di singoli poderi, magari da parte di fedeli affezionati a santi la cui chiesa di riferimento era assai lontana dal fondo. I beni ecclesiastici erano però in generale gestiti con più cura, anche solo per la capacità di abati e vescovi di leggere e scrivere, cosa che spesso restava fuori dall'orbita degli interessi dei signori laici. Mentre questi ultimi tendevano piuttosto a condurre una vita itinerante, passando di proprietà in proprietà in compagnia del proprio seguito, ai signori ecclesiastici toccava un certo radicamento, particolarmente evidente nel caso degli ordini monastici. Gli abati erano quindi costretti ad organizzare dei complicati sistemi di trasporto dei beni censuali dovuti dai contadini, perché affluissero con regolarità all'abbazia.
Alla dispersione dei fondi corrispondeva certamente una relativa dispersione dei redditi. Spesso gli agenti dei signori, incaricati della gestione dei fondi, erano contadini e tra questi erano preferiti quelli di condizione servile, con l'idea di poterli così meglio controllare. Di fatto, gli agenti dei signori riuscivano spesso a scambiare o a vendere terre ad altri agenti, sia che queste fossero del fisco regio o di signori laici o ecclesiastici. è assai probabile che gli agenti riuscissero a nascondere parte dei redditi fondiari, sottraendoli al computo censuale e convogliandoli verso le esigenze di sussistenza delle rispettive famiglie.
Già in età antica, queste difficoltà gestionali avevano suggerito il ricorso ad una gestione indiretta, mediata, alleggerita dall'affidamento di certi terreni a coloni investiti delle responsabilità gestionali e dotati di una certa autonomia. Ogni complesso fondiario finì quindi per articolarsi in una pars dominica e in una pars massaricia. La prima (detta anche "riserva", "dominio" o dominicum) era generalmente più vasta del resto dei singoli altri appezzamenti e gestita da un intendente per conto del signore. Il lavoro dei campi era svolto da personale schiavile, ospitato in alloggi prossimi alla casa padronale. Gli schiavi impiegati erano detti prebendari (da prebenda, il vitto che veniva loro corrisposto per la sussistenza). La seconda (detta anche massaricium o tenimenta) era composta da poderi di minore entità, gestiti da famiglie contadine, libere o serve, comunque soggette al controllo dell'intendente della riserva (il villicus), anche se in molti casi non confinavano con il dominicum. Il massaricium era diviso in poderi, detti mansi: per "manso" si intendeva la quantità di terra sufficiente per il sostentamento di una famiglia o arabile con un aratro in un anno, di modo che le dimensioni reali dei mansi cambiavano anche notevolmente in base alle diverse condizioni di lavoro al livello regionale, con mansi di 2 ettari e mansi di 30 o 40 ettari.
I contadini che operavano sul massaricium dovevano al signore un censo annuale, corrisposto per lo più in natura, e varie prestazioni, dette corvées; la manodopera schiavile del signore non era spesso sufficiente a coprire i lavori necessari nel domincum, per cui egli imponeva ai contadini del massaricium di lavorare nel dominicum, in particolare in occasione delle opere agricole annuali più importanti (semina, mietitura, fienagione e vendemmia). Il sistema delle corvées nacque nella Gallia franca; si generalizzò poi in età carolingia, contribuendo all'integrazione tra dominico e massaricio, e definendo l'interesse principale del signore, che consisteva non tanto nella raccolta dei censi (in natura o in denaro) quanto nell'ottenimento delle prestazioni dovute sulla riserva. Il manso concesso al massaro rappresentava dunque una contropartita soprattutto rispetto alle corvées. In tal modo, il signore si assicurava le prestazioni di operai che doveva mantenere e alloggiare solo nei giorni o nelle settimane previste per l'espletamento delle corvées.
La frammentarietà della grande proprietà faceva sì che i poderi di un certo signore confinassero con i poderi di un altro signore o con fondi di allodieri, i liberi proprietari di allodi, dipendenti, in linea di principio, del solo potere pubblico, ma spesso spinti ad accomandarsi ad un qualche signore, che lo proteggesse dagli arbitri dei funzionari imperiali o di altri potenti. Cedendo la sua piccola proprietà, spesso l'allodiere otteneva, dietro la corresponsione del censo, altra terra oltre all'originale allodio. Gli allodieri, che in Italia erano ancora indicati come arimanni, termine longobardo che aveva in passato un significato militare, ambivano talvolta alla condizione di dipendenza per sfuggire al servizio militare e ad altre prestazioni connesse con il funzionamento del potere pubblico.
Nel complesso, il potere dei signori non derivava esclusivamente dai diritti codificati esercitati sui fondi di loro proprietà, ma era espanso informalmente: i signori percepivano gli affitti dei mansi e beneficiavano delle corvées, ma nel complesso esercitavano funzioni di un informale comando, un'influenza forte della loro disponibilità economica e capacità di imporre il proprio volere tanto ai propri dipendenti (accomandati o servi), quanto agli allodieri loro vicini. A ciò si connetteva la capacità di rendere disponibile una protezione che lo Stato centrale non poteva ormai offrire. La funzione di comando era insomma appannaggio di chi deteneva il potere economico.
In progresso di tempo, la precarietà della proprietà fondiaria (continuamente modificata da successioni, donazioni e acquisizioni varie) contribuì a modificare l'assetto curtense. Raro il caso del trasferimento di proprietà dell'intera curtis: più spesso cambiavano proprietario singoli mansi e, in conseguenza di ciò, l'equilibrio gestionale del dominico andava ridefinito, in quanto variava la quantità di manodopera disponibile sotto forma di corvée. Ancora più significativa era l'eventuale divisione del dominico, che comportava la divisione proporzionata delle corvées ad esso connesse. La complessiva delicatezza della gestione del dominico spostò progressivamente l'interesse dei signori verso il massaricio, soprattutto del censo (in natura o in denaro) che ad esso corrispondeva, mentre declinava l'attenzione verso le prestazioni dovute sul dominico. A questo processo si accompagnò una ridefinizione della componente sociale centrata sul massaricio: accanto ai massari di condizione libera apparvero sempre più massari di condizione servile. Inizialmente, si distingueva tra mansi ingenuili (cioè affidati a massari di condizione libera) e mansi servili. Le corvées gravanti sul manso erano definite con una certa esattezza (da un contratto o dalla consuetudine), nel caso i contadini fossero di condizione libera. I servi erano invece gravati da obbligazioni aggiuntive, ad arbitrio del signore e in relazione alle esigenze via via avvertite sulla riserva. Ben presto, però, la denominazione di manso servile o manso ingenuile rimase inerente al manso, a prescindere da che questo passasse a massaro di condizione libera o servile. Si trascurava cioè la condizione della persona occupata a condurre il fondo e si badava sostanzialmente alla consistenza economica dei censi. Ovviamente, la condizione servile della singola persona rimaneva rilevante nel caso in cui questi intendesse sposarsi (perché doveva ottenere il benestare del signore) o avesse figli (perché il padrone poteva disporne). Il massaro di condizione servile poteva poi formarsi un peculio, ma il padrone, alla morte di quello, poteva appropriarsene, almeno in parte.
La differenza di condizione tra contadini liberi e servi tenderà dunque ad attenuarsi, fino alla definizione, a partire dall'anno Mille, di un ceto da intendersi non libero in modo generalizzato, entro il quale confluivano discendenti di massari di condizioni diverse. Il termine "servaggio" rinvia alla condizione di questo ceto non libero, che rappresenta il superamento della condizione schiavile dell'evo antico e dell'Alto Medioevo. Si continuò ad usare la parola servus, che subì un'evoluzione semantica, senza il prodursi di una terminologia specifica.

### Apogeo dell'organizzazione signorile: castellania e cavalleria
Da un punto di vista economico, le scarse unità produttive fondamentali erano ospitate in agglomerati rurali (le corti). Già intorno all'anno 1000, i signori avevano iniziato a sviluppare un'autorità informale sui villaggi; circa un secolo dopo queste signorie, che incombevano su tre o quattro villaggi, avevano fondato sul castello la propria autonomia rispetto a qualsiasi potere centrale. La progressiva frammentazione del potere centrale dei secoli X e XI sfocerà nella sempre maggiore autonomia delle castellanie, le circoscrizioni intorno al castello. Inizialmente, i castellani erano subordinati posti a guardia di una o più fortezze e rappresentanti del potere signorile. L'XI secolo, apogeo della castellania, vede il proliferare dei milites, i guerrieri a servizio dei castellani. Nasce in quest'epoca la cavalleria, così spesso associata al "feudalesimo classico", a cui è anche associata l'idea di una "piramide feudale", una gerarchia pervasiva e compatta che, secondo l'immaginazione dei moderni, culminava nella figura del sovrano.
Il fenomeno dell'incastellamento interessò l'Europa dal IX al XII secolo, con la costruzione di insediamenti fortificati, inizialmente in legno e poi in pietra e protetti da cinte murarie; in essi era racchiusa la dimora del signore locale (mastio, cassero o torre), coi magazzini delle derrate alimentari, degli strumenti di lavoro e delle armi, le abitazioni del personale e, attorno, le varie unità insediative e produttive.
L'organizzazione signorile, così come schematizzata dai moderni, avrebbe raggiunto il proprio apogeo nel XII secolo, cioè prima che si facesse sentire l'influenza dell'organizzazione cittadina. Lo schematismo che vede nel feudalesimo l'istituzione centrale della società medievale tende a interpretare la libera proprietà come eccezione, e la terra infeudata come regola (così Pirenne, ad esempio). La storiografia più recente, al contrario, tende a riconoscere il ruolo degli allodi: anche nell'XI e XII secolo, la Francia "feudale" contava una tale quantità di terre possedute senza dovere di omaggio verso un signore, da rappresentare la norma piuttosto che l'eccezione, e ciò anche in quell'area compresa tra la Mosa e la Senna tradizionalmente ritenuta la "culla del feudalesimo".

### Funzione economico-politica dei rapporti vassallatici

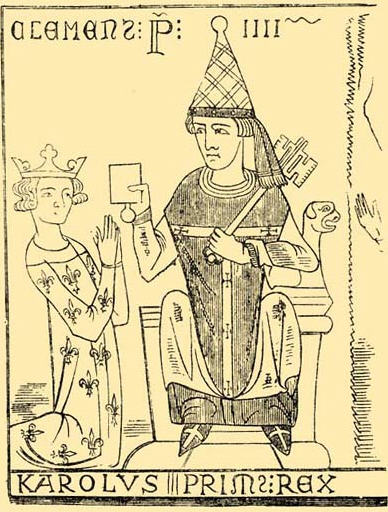
Papa Clemente IV investe Carlo d'Angiò del Regno di Sicilia (riproduzione di un affresco del 1275 a Pernes-les-Fontaines)

Se già ai tempi di Carlo Magno nei capitolari si era cercato di normare i rapporti vassallatico-beneficiari, fu solo a partire dall'XI secolo che si prese a organizzare quel grande complesso di regolamentazioni occasionali. Nacque così quella forma speciale del diritto detta "diritto feudale". Il mondo cittadino, in specie quello italiano, non era estraneo né di per sé ostile alle prerogative espresse dal contesto feudale e nobiliare in astratto tipico delle campagne. Non è un caso che i Libri feudorum del XII secolo, elaborazione di quella costellazione di dubbi interpretativi ed eccezioni, siano stati prodotti in un contesto urbano. Più in generale, nel Basso Medioevo è già operativo quel rovesciamento del rapporto tra fedeltà personale (il giuramento) e beneficio: se ai tempi di Carlo Magno il beneficio discende eventualmente dal giuramento di fedeltà personale, nel Basso Medioevo è la fedeltà personale che deriva dalla concessione del beneficio. Questa trasformazione epocale è rappresentata con precisione dai Libri feudorum:
In sostanza, a quell'epoca, il giuramento di fedeltà era ormai diventato strumento di gestione di relazioni economiche e politiche. L'elemento personale e clientelare (rappresentato dal giuramento di fedeltà) si aggiunge alla transazione economica di beni o all'alleanza politica. Per quest'ultimo caso è un esempio di altissimo livello, nel 1265, l'investitura di Carlo I d'Angiò da parte di papa Clemente IV per il Regno di Sicilia. La fedeltà di Carlo al Papa, espressione di un'alleanza politica, segue l'investitura del Regno, con cui Clemente affida a Carlo il compito di sconfiggere Manfredi di Hohenstaufen, figlio naturale di Federico II di Svevia. Carlo organizzerà la spedizione contro Manfredi, espressione della sua alleanza con Clemente, solo dopo essere stato investito del Regno. In questo contesto, il rapporto vassallatico aveva puramente funzione politica.

### Declino delle istituzioni feudali

La Francia nel 1477

La frammentazione del potere centrale non significò la crisi del potere pubblico in quanto tale. Al contrario, i castellani erano in qualche modo rappresentanti della funzione pubblica ciascuno nei limiti del territorio controllato. I re capetingi Filippo I (1060-1108), e ancor più Luigi VI il Grosso (1108-1137), cercarono di riaffermare le prerogative del potere centrale: con l'asserito intento di difendere le chiese (secondo quanto prescriveva il giuramento dell'incoronazione), essi intervennero militarmente e giuridicamente contro i signori riottosi, anche appoggiandosi a un diritto feudale che, di fatto, fu formalizzato solo in quel periodo. Fu allora che il sovrano si pose davvero in cima alla "piramide feudale": Filippo Augusto (1180-1223) e Luigi IX il Santo (1226-1270) rappresentarono il tipo del "re feudale", dedito ad affermare il diritto elaborato dai giuristi di corte. Già nel Seicento si parlò di "monarchie feudali" in relazione all'uso delle istituzioni feudali da parte dei sovrani per rafforzare il loro potere. L'assolutismo monarchico fece in Francia un grosso passo avanti con Filippo IV il Bello (1285-1314), che riuscì a contenere il potere degli aristocratici, tanto laici quanto ecclesiastici. Fu in questo periodo che una nobiltà in declino si dedicò a coltivare valori probabilmente percepiti come già desueti, quelli magnificati dai romanzi cavallereschi e dagli ordini cavallereschi. Ulteriori passi in avanti del potere centrale a danno della nobiltà furono compiuti nell'arco della guerra dei cent'anni (1337-1453), in particolare con Carlo V (1364-1380), quando la Francia si dotò di un esercito permanente, e ancor più, successivamente, con Luigi XI (1461-1483).
Gli storici secenteschi presero a parlare di un "feudalesimo bastardo" a proposito delle istituzioni feudali del Trecento e del Quattrocento, in quanto in quell'epoca apparvero contratti scritti tra signori e loro dipendenti, ma anche forme di pagamento in denaro.
Istituzioni feudali sopravvissero in Inghilterra fino alla metà del Seicento: nel 1645 intervenne sulla materia il Lungo Parlamento e poi, dopo la Restaurazione, Carlo II, nel 1660.

## Elementi fondamentali del rapporto vassallatico-beneficiario

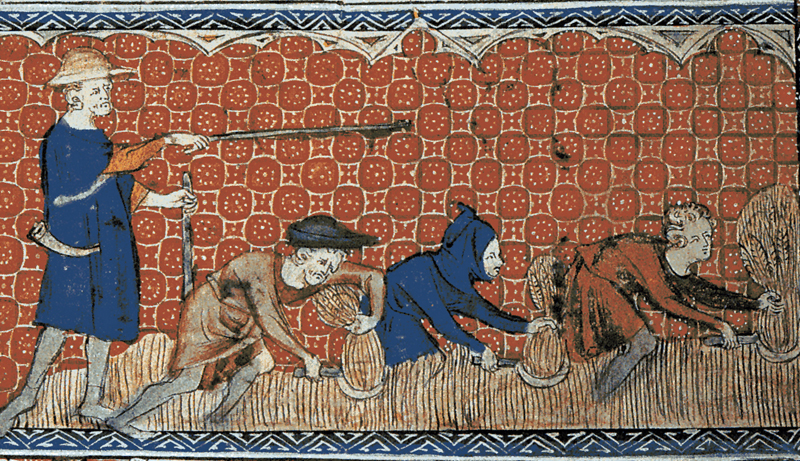
Un funzionario e dei servi intenti a falciare il grano, ritratti nel Salterio della regina Maria (1310-1320 ca., British Museum)

Al livello teorico erano tre gli elementi fondamentali e caratterizzanti del sistema vassallatico-beneficiario:
1. L'elemento personale consisteva nella fedeltà personale del vassus ed era garantita da un rito, l'homagium ("omaggio"). L'etimologia ne testimonia la natura: la parola deriva infatti da homo. Durante la cerimonia dell'omaggio il vassus si dichiarava homo, quindi adulto, e fedele del suo signore. La relazione tra signore e dipendente era composta da reciproci doveri: al dipendente erano richiesti auxilium et consilium, cioè il servizio militare a cavallo, la partecipazione, su richiesta, all'attività giurisdizionale e l'offerta di consigli. Al signore toccavano sostentamento e protezione (mundium[5]) del dipendente, ma spesso il signore si liberava da questa responsabilità garantendo al dipendente un pezzo di terra (il feudo).[10] Anche il vassallo poteva, in rari casi, liberarsi dell'onere militare dietro il pagamento di una somma in denaro. Al vassallo toccava poi di fornire aiuto finanziario per pagare riscatti, nel caso il suo padrone fosse stato preso prigioniero, o per finanziare suoi viaggi in Terrasanta.[5]
2. L'elemento reale era rappresentato dal feudo (l'honor o il beneficium), dato in concessione dal dominus o senior, letteralmente 'più anziano' (in francese, seigneur) al vassus (o anche iunior, 'più giovane').[29] Si trattava di una res, un bene materiale (terre o beni mobili), o di uffici remunerati a vario titolo. La terra infeudata era detta tenure in area francofona e Leihe in area germanofona.[5]
3. L'elemento giuridico consisteva nell'acquisizione da parte del vassus di immunità. Inizialmente, queste consistevano nell'esenzione da controlli dei missi imperiali o da prelievo fiscale; successivamente, il privilegio coincise con la giurisdizione (intesa come concessione di esercitare il potere giudiziario) nella zona interessata, con i conseguenti proventi. La signoria feudale finì così per configurarsi come forma dell'organizzazione politica.[5]

### L'omaggio e l'investitura

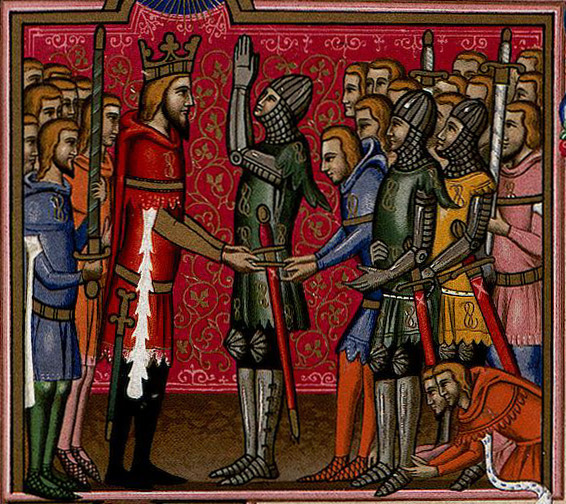
Carlo Magno investe Rolando e gli consegna Durlindana

Il vassallaggio era un rapporto di tipo personale che si instaurava nel sistema vassallatico-beneficiario. Si trattava di una sorta di "contratto" privato tra due persone, il vassallo e il signore: il primo si dichiarava homo dell'altro, durante la cerimonia dell'homagium, ricevendo, in cambio della propria fedeltà e del servizio, protezione dal signore.
La cerimonia di omaggio formalizzava questo rapporto: il vassus si rimetteva al potere del senior ponendo le proprie mani giunte (immixtio manuum, 'commistione delle mani') in quelle del suo superiore (da qui il gesto di preghiera a mani giunte) e gli giurava fedeltà. Il vassus consegnava sé stesso al senior (traditio sui ipsius).
L'investitura era l'atto con cui era concesso il beneficio. La concessione del beneficio (tipicamente un terreno) era simboleggiato dalla consegna di un oggetto, ad esempio una zolla di terra o una manciata di paglia o anche una bandiera (quest'ultima sottintendeva l'ulteriore cessione di un diritto giurisdizionale) o uno scettro o, ancora, una spada o un anello; nel caso il beneficiario fosse un vescovo, l'oggetto poteva essere un pastorale o una croce.
Spesso il giuramento era fatto su reliquie o libri sacri e ad esso poteva seguire un bacio.

### Il feudo

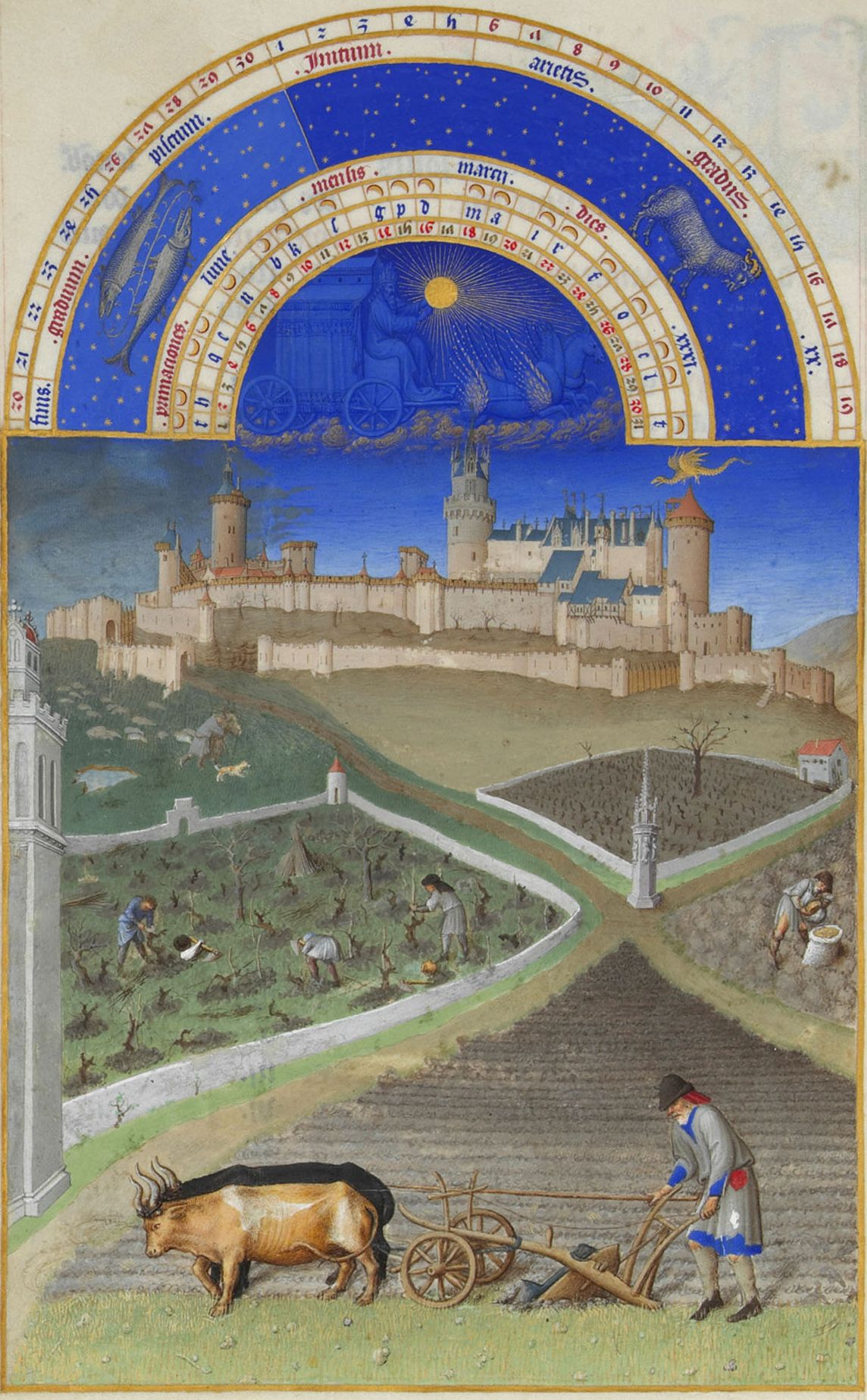
Il mese di marzo nelle Très Riches Heures du duc de Berry, libro d'ore del XV secolo

Il termine feudo deriva dal latino feudum, ricalcato sul proto-germanico fehu, che riprendeva la radice feh ('bestiame'), essendo infatti presso le popolazioni nomadi proprio il bestiame la maggior forma di ricchezza, con la quale si remuneravano i servigi. Gli storici sono infatti sostanzialmente concordi nell'indicare l'origine del feudo in quei beni materiali (bestiame, armi e oggetti preziosi) che i principi barbarici offrivano al proprio seguito, il comitatus. Quando i Germani divennero sedentari il termine iniziò a significare un "bene" generico, ovvero il suo "possesso" e, più in generale, la "ricchezza".
È importante sottolineare come all'inizio il terreno delle cui rendite beneficiavano i sottoposti fosse concesso solo a titolo di comodato: essi ne erano possessori, ma non godevano della piena proprietà. Per questo alla loro morte il possesso ritornava al signore e non si tramandava agli eredi. Analogamente non poteva essere fatto oggetto di transazione, né venduto né alienato in alcun modo. Ciò lo rendeva precario e presto il ceto feudale, già dalla seconda metà del IX secolo, si mosse per appropriarsi dei feudi in maniera completa e definitiva. Carlo il Calvo concedette nell'877 con il capitolare di Quierzy la possibilità di trasmettere i feudi maggiori in eredità, seppur provvisoriamente e in relazione ad un caso eccezionale e specifico, come la partenza del re per una spedizione militare. Soltanto dal 1037 ci fu la vera e propria ereditarietà, quando i feudatari ottennero l'irrevocabilità e trasmissibilità ereditaria dei beneficia, con la Constitutio de feudis dell'imperatore Corrado II il Salico.

### Immunità e diritto di giurisdizione
L'elemento giuridico del sistema feudale consisteva innanzitutto nell'immunità, accompagnata, nel caso di feudi più grandi, dalla concessione del diritto di giurisdizione. L'immunità era il privilegio di non subire, entro i confini della signoria feudale, alcun controllo da parte dell'autorità pubblica. Il diritto di giurisdizione era invece la delega ad amministrare la giustizia pubblica ed a goderne i proventi nel caso di pene pecuniarie.

## Struttura gerarchica
Molto spesso la storiografia tradizionale ha tramandato il mondo feudale come gerarchico, dominato da una rigida piramide sociale in cui i vertici godono della sudditanza assoluta dei sottoposti. Questa rigida separazione in gradini sociali sarebbe stata indicata dai giuramenti vassallatici che ogni vassallo doveva prestare al proprio signore e, di conseguenza, avrebbe comportato che sulla vetta ci fosse un concessore di benefici e che a lui facessero capo tutte le altre figure.
In particolare, come osserva Gino Luzzatto, il sistema è articolato per subconcessioni: il primo beneficato è detto "feudatario in capite" (in Lombardia, capitaneus o cattanus) e questi gira temporaneamente o a vita parte dei beni che ha ottenuto dal sovrano. È in questi termini che si forma la gerarchia feudale.
La tradizionale piramide modello del sistema è la seguente:
1. il sovrano, quasi sempre un re o un nobile di alto rango, ma anche un'alta carica religiosa;
2. i vassalli, grandi feudatari nobili di alto rango;
3. i valvassori, vassalli dei vassalli, feudatari nobili di medio rango;
4. i valvassini, vassalli dei valvassori, feudatari di basso rango;
5. i contadini liberi (artigiani, basso clero ecc.);
6. i contadini, servi della gleba.

Alla base della gerarchia feudale, al di sopra dei contadini liberi e di quei servi, c'erano i milites e i caballari dotati di scarse risorse ma aventi il diritto e le capacità economiche di possedere un cavallo e un'armatura e di partecipare alla vita delle corti.
Nei fatti, il sistema era più elastico e ogni livello era regolato dal medesimo rapporto di vassallaggio: poteva teoricamente avere un vassallo chiunque potesse permetterselo, dai sovrani, ai grandi signori, ai membri della piccola nobiltà fino anche ai modesti proprietari terrieri. Si poteva inoltre essere alternativamente dominus o vassus per benefici diversi.
Una piramide vera e propria si ebbe formalizzata solo dopo il XIII secolo, come si legge nei Libri feudorum, redatti per regolare l'assetto giuridico del Regno di Gerusalemme, conquistato dopo la Prima crociata.

## Il dibattito storiografico

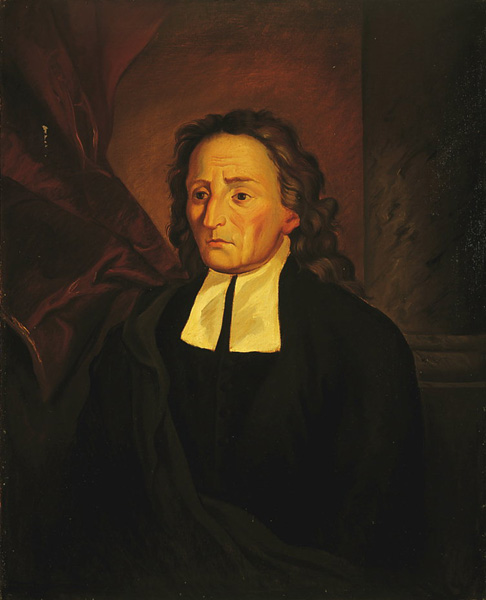
Ritratto di Giambattista Vico (1668–1744), ad opera di Francesco Solimena. Vico attribuì al feudalesimo i caratteri di un universale della storia umana.

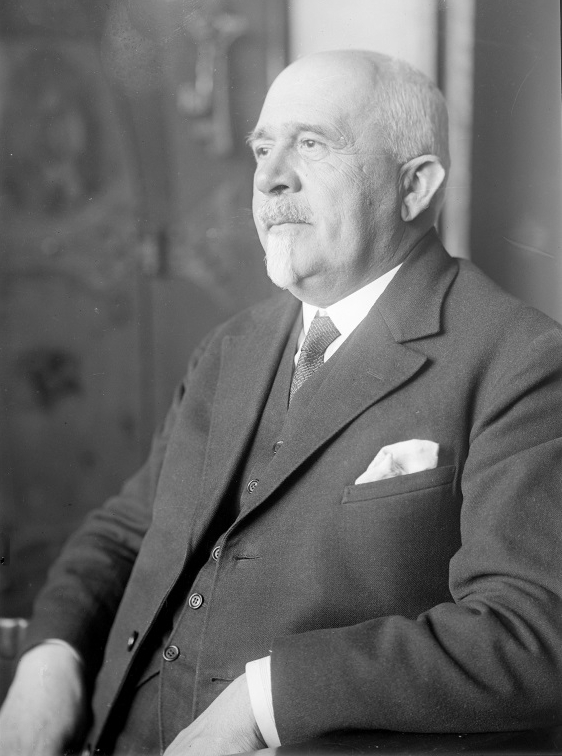
Lo storico austriaco Alfons Dopsch (qui ritratto da Ferdinand Schmutzer) fu il primo a cercare di scardinare lo schema tradizionale che vedeva il feudalesimo legato all'economia curtense

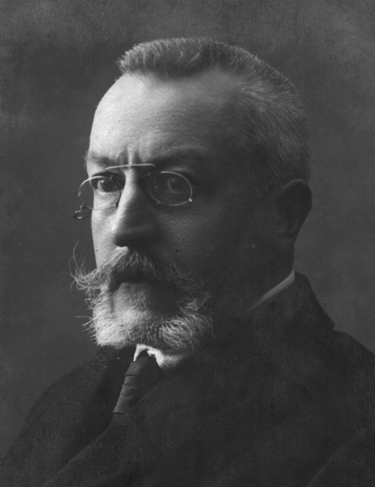
Il medievista belga Henri Pirenne individuò nella disgregazione del potere centrale la cifra del feudalesimo. D'altro canto, nell'azione amministrativa dei principati territoriali egli vide un'adeguata risposta ai bisogni dei tempi e un principio salutare per la futura organizzazione politica del continente.

Influenzati dalla sistematicità individuata nella Natura da Copernico e Newton, diversi storici e filosofi pretesero di attribuire quella sistematicità anche alle società umane. Si prese a ricercare tracce del feudalesimo, a quel punto inteso come un universale della storia umana, nelle antichità di Roma e di Persia. Giambattista Vico arguì che il feudalesimo era un'istituzione eterna dell'umanità. Tale idea fu ripresa da Voltaire, in polemica con Montesquieu, che aveva interpretato l'apparizione delle leggi feudali come storicamente determinata.
Il governo feudale acquisì le caratteristiche difettive con cui si è abituati a fare ad esso riferimento a partire dalla metà del XVIII secolo, cioè in piena età illuministica. Gli Europei presero a chiamare "feudali" quelle società che essi percepivano come arretrate, barbariche, incivili. Tale inquadramento coincide con l'avvento della nuova classe sociale della borghesia, convinta di poter attribuire al feudalesimo tutti gli impedimenti che essa trovava al proprio anelito alla libera imprenditoria. Alfonso Longo, ad esempio, che nel 1773 succedette a Cesare Beccaria nella cattedra di Istituzioni civili ed economiche a Milano, lo definisce "una maniera di governo non conosciuta per lo innanzi [cioè nell'Impero romano], e tutta imperfetta nelle sue parti, erronea nei principii e disordinata nei mezzi". Ed, in effetti, fu sempre considerata cardinale dagli Illuministi l'interezza della sovranità, mentre, soprattutto a partire dal capitolare di Quierzy dell'877, la sicurezza del possesso del feudo rese più lassi i vassalli e più disposti a seguire il proprio arbitrio, assecondando l'inosservanza delle leggi in favore della forza, svuotando di potere i tribunali, opprimendo il popolo. Scrive Longo che i vassalli, ottenuta l'ereditarietà del feudo e non dovendosi aspettare altri benefici dal re, si riconoscevano forti quanto lui. Essi "si avvezzarono a scuoterne l'ubbidienza e non gli serbarono che una certa sommissione più di nome che di fatto, e una riverenza alla dignità piuttosto che una soggezione alla potenza". Il panorama così descritto era recisamente descritto da Longo come "anarchia feudale".
Istituzioni economiche e sociali come il pascolo comune o le corporazioni contraddicevano in modo troppo forte lo spirito borghese che largamente informava lo spirito illuminista. Questa sorta di avversione prese corpo nella riforma, avviata da Giuseppe Bonaparte e proseguita da Gioacchino Murat, tramite una serie di leggi eversive della feudalità, emanate tra il 1806 e il 1808, della soppressione della feudalità nel Regno di Napoli, lo stato italiano in cui più radicata era la forma feudale di governo, istituendo anche una Commissione feudale incaricata di risolvere le liti.
L'Ottocento sembrò rinunciare al vigore polemico del secolo precedente e cercare un punto di vista più neutro nei confronti del feudalesimo: a quei tempi, avversario della borghesia non è più l'ordinamento feudale ma il sovrano assoluto. François Guizot distingueva tra un influsso "sullo sviluppo interiore dell'individuo" e quello sulla società, ravvisando nel primo il motore di "sentimenti energici" e "bisogni morali". Il feudalesimo avrebbe quindi avuto, secondo Guizot, una funzione duplice, negativa sul piano sociale, ma positiva sul piano individuale. Numa Denis Fustel de Coulanges, dal canto suo, nella Histoire des institutions politiques de l'ancienne France (1892), attribuiva al regime feudale la funzione di protezione dei più deboli di fronte al naufragio del potere centrale e alla crisi generalizzata della società. Fustel de Coulanges ha inoltre sottolineato la continuità del tessuto clientelare di dipendenze personali dal Tardo Impero all'Impero carolingio.
Fu Alfons Dopsch (1868-1953) il primo a tentare di scardinare lo schema tradizionale, basato sul principio per cui il feudalesimo fosse sempre strettamente legato alla pratica dell'economia naturale. Dopsch fece invece notare che il feudalesimo era sopravvissuto in certi stati anche fino al XVII secolo, quando in essi lo scambio monetario era ormai del tutto "moderno". Lo studioso, insomma, propose cause politiche e costituzionali per la definizione di questo ordinamento. Scrive Dopsch che il feudalesimo "si è mantenuto fino al XVII secolo anche in Stati nei quali l'economia monetaria era di gran lunga preponderante [...]. Esso si sarebbe [...] estinto certamente da lungo tempo se fosse veramente dipeso dall'economia naturale o dall'impossibilità di pagare in denaro. Appare qui immediatamente il suo rapporto con cause politiche e con permanenti forme costituzionali; poiché infatti il feudalesimo si mantenne fino a che queste durarono". Va però considerato il fatto che il feudalesimo menzionato da Dopsch (quello dell'Austria e del Meclemburgo) non era ormai più il feudalesimo dei baroni riottosi.
Il Novecento, soprattutto con Les Annales, approfondì lo studio della produzione dei beni, dei rapporti di proprietà e delle condizioni di lavoro più di quanto non fosse stato fatto fino ad allora. In ogni caso, almeno nella percezione comune, neppure questi studi fecero uscire il feudalesimo da una considerazione generale fortemente polemica.
Anche su influenza di Dopsch, Marc Bloch (1886-1944) finì per rinunciare al riferimento all'economia naturale, preferendo parlare di una "carestia monetaria". Fu peraltro Bloch ad avanzare l'idea che si potesse parlare approssimativamente di feudalesimo anche per civiltà non europee, indicando il caso del Giappone (vedi Giappone feudale). Caratteristiche fondamentali del feudalesimo europeo erano per Bloch la servitù della gleba, il feudo in sostituzione del salario, la supremazia di una classe guerriera, il legame personale rappresentato dall'omaggio, che nel contesto di quella classe guerriera assumeva la forma specifica del vassallaggio, nonché il moltiplicarsi di poteri antagonisti. Bloch inoltre distinse una "prima età feudale", conclusasi intorno al 1050.
Henri Pirenne (1862-1935) trovò nella disgregazione dello Stato la cifra del feudalesimo, sottolineando come fu impossibile ai conquistatori germanici di continuare la solidità statale che fu dell'Impero romano. Pur riconoscendo la necessità dei principi di delegare la difesa del territorio ai vassalli, resta, secondo Pirenne, che il giuramento feudale riconosce comunque il re come detentore del potere: in tal senso, la feudalità non avrebbe rappresentato un principio disgregatore, quanto, al contrario, una risposta adeguata ai bisogni di protezione della società dell'epoca. Furono paesi altamente feudalizzati come l'Inghilterra e la Francia, come nota Roberto Sabatino Lopez, a dare all'Europa i primi Stati unitari. Sempre il Lopez nota come il feudalesimo rimarcasse l'elemento di reciprocità giuridica dell'obbligazione, per quanto questo genere di transazioni di diritti non fosse certo disponibile per l'universalità delle genti ma solo dei potenti.
Maurice Dobb (1900-1976) fa corrispondere il feudalesimo all'istituto del servaggio, cioè l'obbligo imposto al produttore di adempiere alle pretese economiche del dominus (spesso genericamente intese come "doni alla dispensa del signore"). Dobb torna quindi, in qualche modo, al giudizio settecentesco, accentuando, però, una nota classista che prima non aveva questo rilievo. Per Dobb, inoltre, il ritorno ad una economia di mercato non significò di per sé un superamento del feudalesimo, in quanto all'aumento del profitto sui prodotti della terra non corrispose la commutazione delle corvées in denaro, ma, al contrario, una maggiore pressione sui contadini, quella "seconda servitù della gleba" già denunciata da Friedrich Engels.
Secondo Franco Catalano, un'importante caratteristica di fondo del feudalesimo è la "subordinazione degli interessi degli agricoltori e dei contadini a quelli della corte padronale, caratteristica, quest'ultima, che, tramutata in subordinazione verso gli interessi delle città, permarrà nei secoli fino alla seconda metà del Settecento, quando si avrà la riscossa della campagna, sostenuta da una cosciente dottrina economica", cioè la fisiocrazia.
Altra grande sintesi di stampo giuridico, oltre a quella di Ganshof, è quella dell'austriaco Ludwig Mitteis (1859-1921). Più importanza ha, per le sintesi offerte da Marc Bloch e da Robert Boutruche (1904-1975), l'elemento clientelare; quest'ultimo aspetto non ha grande peso nella sintesi di stampo revisionista e negazionista di Susan Reynolds (Fiefs and Vassals. The Medieval Evidence Reinterpreted, Oxford, 1994). Del 1974 è invece un articolo della storica Elizabeth Atkinson Rash Brown (The Tyranny of a Construct: Feudalism and Historians of Medieval Europe), in cui si propugna l'abbandono del termine feudalesimo, in quanto scarsamente fondato e, nel complesso, fuorviante.